# Малый Акким
Малый Акким — река в России, протекает в Мурманской области. Устье реки находится в 49 км по правому берегу реки Акким. Длина реки составляет 8 км, площадь водосборного бассейна 43,3 км².

## Данные водного реестра
По данным государственного водного реестра России относится к Баренцево-Беломорскому бассейновому округу, водохозяйственный участок реки — Тулома от истока до Верхнетуломского гидроузла, включая Нот-озеро. Речной бассейн реки — бассейны рек Кольского полуострова, впадает в Баренцево море.
Код объекта в государственном водном реестре — 02010000312101000002315.